# العين (نجم)
أو أبسلون الثور Epsilon Tauri اسمه التقليدي Ain مشتق من الاسم العربي وهو عملاق برتقالي في كوكبة الثور ينتمي إلى الفئة الطيفيةK0 III يبعد حوالي 147 سنة ضوئية عن الأرض.ويبلغ القدر الظاهري له 3.53+ 
لديه نجم رفيق يبعد 182 ثانية قوسية عن الرئيسي. يحتجب العين أحيانا بالقمر ونادراً بالكواكب لأنه يقع في مسار الشمس

## الكواكب
في عام 2007 تم الإعلان عن رصد كوكب يدور حول النجم في مدار دائري تقريباً يستغرق 1.6 سنة.و أصبح أول كوكب يكتشف حتى الآن في عنقود مفتوح.
| رفيق (بترتيب النجوم) | كتلة            | نصف محور (AU) | الفترة المدارية (يوم) | انحراف          | ميلان | نق |
| -------------------- | --------------- | ------------- | --------------------- | --------------- | ----- | -- |
| إبسيلون الثور b      | >7.6 (± 0.2) مJ | 1.93 (± 0.03) | 594.9 (± 5.3)         | 0.151 (± 0.023) | —     | —  |